# Masuvalli, Sakleshpur
Masuvalli là một làng thuộc tehsil Sakleshpur, huyện Hassan, bang Karnataka, Ấn Độ.